# Юность (Шаранський район)
Ю́ность (рос. Юность, башк. Юность) — присілок у складі Шаранського району Башкортостану, Росія. Входить до складу Мічурінської сільської ради.
Населення — 106 осіб (2010; 114 у 2002).
Національний склад:
- чуваші — 74 %